# Bueskydning
Bueskydning er en aktivitet, der går ud på at ramme et mål ved at skyde pile af sted ved hjælp af en bue.
I Danmark er der krav om jagttegn i forbindelse med jagt med bue. Bueskydning kan også praktiseres som sport, hvor der udover sikkerhedsmæssige foranstaltninger, ikke er krav om jagttegn.

## Historie

### Oprindelse og oldtidens bueskydning
De ældste kendte beviser på pile stammer fra sydafrikanske steder som Sibudu-hulen, hvor rester af pilehoveder lavet af ben og sten er blevet fundet og dateret til cirka 72.000–60.000 år siden. Disse er dog ikke fundet sammen med bevarede buer, og kan være affyret med kastetræ i stedet for byer.
De tidligste rester af buer og pile sammen er dog fundet i Nordeuropa; i Mannheim-Vogelstang i det nuværende Tyskland har arkæologer fundet et stykke træ, der er tolket som en bue i fyrretræ, som maksimalt kan have været 110 cm lang, og den er dateret til omkring 15.500–16.000 f.v.t. Der er også fundet fragmenter af pile og buer fra Stellmoor i Stellmoor–Ahrensburger tunneldal nord for Hamborg, Tyskland, og dateres til den paleolitikum, omkring 10.000–9.000 f.Kr. Pilene var lavet af fyrretræ og bestod af en hovedskaft og en 15-20 cm spids af flint.
Azilianske pilespidser fundet i Grotte du Bichon, Schweiz, sammen med rester af både en bjørn og en jæger, hvor flintfragmenter blev fundet i bjørnens tredje ryghvirvel, antyder brugen af pile omkring 11.500 f.v.t, men ikke nødvendigvis brugt med buerbuer.
Det ældste kendte eksempel på noget, der med sikkerhed kan identificeres som en bye stammer fra Holmegårds Mose på Midtsjælland i Danmark, og kaldes Holmegårdbuerne og er dateret til omkring 7000 f.v.t.
Ved fundstedet Nataruk i Turkana County, Kenya, blev obsidian-klinger fundet indlejret i en kraniehule og brystkasse, hvilket antyder brugen af pile med stenspidser som våben for omkring 10.000 år siden. Buen erstattede til sidst kastespyddet, som det primære våben til affyring af skaftede projektiler på alle kontinenter undtagen Australasien, selvom kastespyddet forblev i brug parallelt med buen visse steder i Amerika, bl.a. Mexico og hos inuitter.
Buer og pile har været kendt i Egypten og det omkringliggende Nubien siden deres respektive prædynastiske og Kerma oprindelse. I Levanten kendes genstande, der kunne være pileskafterettere, fra Natuf-kulturen (ca. 10.800–8.300 f.Kr.).
I antikken opstillede civilisationer som de assyriske, græske, armenske, persiske, parthiske, romerske, indiske, koreanske, kinesiske og japanske stater store bueskytterhære. Akkaderne var de første til at bruge kompositbuer i krig ifølge sejrstelen for Naram-Sin. Egypterne kaldte Nubien for "Ta-Seti", eller "Buenens Land", da nubierne var kendte for deres ekspertise i bueskydning, og i 1500-tallet f.v.t. brugte egypterne kompositbuen i krig. De ægæiske kulturer i bronzealderen havde allerede i 1400-tallet f.v.t. statsejede specialiserede buefabrikanter til krigsførelse og jagt. Den walisiske langbue beviste sin værdi for første gang i kontinentale konflikter under slaget ved Crécy i 1346. I Amerika var bueskydning udbredt ved europæernes ankomst.
Bueskydning var højt udviklet i Asien. Den kompositte bue blev sandsynligvis opfundet i Centralasien, hvor skyterne menes at have været de første til at bruge denne type. Det sanskritske begreb for bueskydning, dhanurvidya, kom med tiden til at dække kampkunst generelt. I Østasien var Goguryeo, et af Koreas tre kongeriger, kendt for sine regimenter af særdeles dygtige bueskytter.

### Bueskydning i middelalderen
Den middelalderlige kortbue var teknisk identisk med buer fra den klassiske oldtid og havde en rækkevidde på omkring 90 meter. Den var det primære langtrækkende våben på slagmarken gennem den tidlige middelalder. Omkring det 900-tallet blev armbrøsten introduceret i Europa. Armbrøste havde generelt længere rækkevidde, større præcision og bedre gennemslagskraft end kortbuen, men havde en noget lavere skudhastighed. Armbrøste blev anvendt i de tidlige korstog, hvor modeller kunne have en rækkevidde på op til 274 meter og var i stand til at gennembore rustning eller dræbe en hest.
I den sene middelalder var den engelske hær kendt for sin omfattende brug af bueskytter bevæbnet med langbue. Den franske hær anvendte i højere grad armbrøster. Ligesom deres forgængere var bueskytter oftest bønder eller småjordejere snarere end pansrede riddere. Langbuen havde en rækkevidde på op til 270 meter. Dog betød dens manglende præcision på lange afstande, at den fungerede bedst som et massevåben frem for et individuelt præcisionsvåben. Betydningsfulde sejre, som tilskrives brugen af langbuen – såsom slaget ved Crécy i 1346 og slaget ved Agincourt i 1415 – førte til, at den engelske langbue blev en del af militærhistorisk mytologi.

### Nedgang for bueskydning
Udviklingen af krudtvåben gjorde bue og pil forældede i krigsførelse, selvom der til tider blev gjort forsøg på at bevare bueskydning som praksis. I England og Wales forsøgte regeringen for eksempel at håndhæve øvelse med langbueen helt frem til slutningen af 1500-tallet. Dette skyldtes erkendelsen af, at buen havde været afgørende for militære sejre under Hundredårskrigen (1337-1453).
På trods af bueskydningens høje sociale status, fortsatte anvendelighed og udbredte popularitet i blandt andet Armenien, Kina, Egypten, England og Wales, Amerika, Indien, Japan, Korea, Tyrkiet og andre steder, tog næsten alle kulturer, der fik adgang til selv tidlige skydevåben, dem hurtigt i brug og negligerede bueskydning. Tidlige skydevåben havde lavere skudhastighed og var meget følsomme over for vådt vejr. Alligevel havde de længere effektiv rækkevidde og var taktisk overlegne i den almindelige situation, hvor soldater skød mod hinanden fra dækning. De krævede også langt mindre træning for at blive anvendt effektivt – herunder evnen til at gennembore stålpanser uden behov for at udvikle særlig muskelstyrke. Hære udrustet med skydevåben kunne derfor yde overlegen ildkraft, og højtuddannede bueskytter blev overflødige på slagmarken.
Dog var bue og pil stadig et effektivt våben, og bueskytter har været anvendt i militær sammenhæng selv i 2000-tallet.

## Bueskydning som sport
Bueskydning stiller store krav såvel fysisk som mentalt: Buen spændes med et træk på 20–25 kg (junior og senior skytter), ligesom finmotorikken og den mentale styrke også er altafgørende for resultatet. En enkelt millimeters afvigelse betyder, at pilen ikke rammer målet efter hensigten.

## Buetyper

### Moderne buetyper

#### Recurvebue
Recurvebuen kaldes også den olympiske bue. Den består af en håndsektion i træ eller metal, hvorpå der er monteret to bueben, som har en fremadrettet bue (recurve) i enderne. Buen er normalt udstyret med sigte og stabilisator.
Der findes også recurvebuer i eet stykke, som ikke kan deles.

#### Compoundbue
Compoundbuen er den teknisk mest avancerede. Den består af en håndsektion med to bueben. For enden af disse ben er der monteret en skive (cam), der kan rotere. Buestrengen går rundt om skiverne, der kan være cylindriske eller have en kurveform, og skiverne regulere buens trækvægt som funktion af træklængden. Det betyder i praksis, at buens trækvægt kan være meget høj i starten af trækket, hvorefter trækvægten reduceres i takt med, at strengen trækkes ud. Denne buetype leverer et meget kraftigt skud i forhold til trækvægt og samtidigt kan buen være let at holde i fuld optræk.
Compoundbuen er monteret med sigtemidler både på strengen (peep) og på buen, samt stabilisator. Buestrengen holdes ikke direkte med fingrende som ved traditionelle buer, i stedet anvendes en mekanisk anordning (release) som holdes med hånden eller spændes på armen. Piles afskydes ved at trykke på en aftrækker. På grund af sigtemidlerne, anvendelse af release og den høje hastighed som pilen kan opnå, er compoundbuen meget nøjagtig.

#### Barbue
Barbuen er en vestlig bue uden sigte og stabilisator.

### Traditionelle buetyper

#### Fladbue
Fladbuer kendes tilbage til stenalderen og er flade buer med et håndtag i midten, der er fremstillet i ét stykke træ. I 1944 fandt man to velbevarede fladbuer fremstillet i elmetræ i Holmegårds mose på Sjælland. Buerne er omkring 9.000 år gamle, og stammer således fra jægerstenalderen.

#### Langbue
Langbuen er en simpel buetype, der er fremstillet i træ. Det er denne type, som sagnfiguren Robin Hood anvender. Den er ofte fremstillet i taks eller ask. Langbuen har været hyppigt anvendt i middelalderen, hvor særligt England havde succes med at bruge dem, særligt i slag mod Frankrig i Slaget ved Crécy (1346), Slaget ved Poitiers (1356) og Slaget ved Agincourt (1415).

#### Japansk langbue
Den japanske langbue, kaldet Yumi, er den bue, som samuraierne brugte. Det er en asymmetrisk recurvebue, hvor grebet sidder 1/3 del oppe på buen. Den konstrueres af laminater af træ og bambus, der måler fra 2,22 meter og op til 2,45 meter. I dag bruges buen hovedsageligt til udøvelsen af den japanske kampsport kaldet kyudo, og til forskellige former for bueskydning til hest kaldet yabusame og kasagake

#### Hornbue
Hornbuer benævnes også "Oprindelige recurvebuer" det er kompositbuer som brugtes (og bruges) af mange af de asiatiske foleslag, mest berømte er tyrkiske, koranske, mongolske og kinesiske hornbuer. Oprindelige folk fra træ fattig egne som inuitter og nogle amerikanske indianer stammer vides også at have brugt hornbuer.Det er som oftest meget kraftige buer, med laminater af horn, dyresener og træ.

#### Stålbue
Især kendt fra Indien, og senere også brugt af perserne og osmanerne

## Bueskydning i olympisk sammenhæng
Bueskydning var en olympisk sportsgren fra 1900 frem til 1920. Herefter blev sporten taget af programmet, da udøvelsen ikke havde internationalt anerkendte regler. Sporten kom tilbage på det olympiske program fra 1972, og i 1988 blev den udvidet med hold-konkurrence som disciplin.

## Organisationer
På internationalt plan styres bueskydningssporten af World Archery
I Danmark organiseres sports bueskydning af Bueskydning Danmark. Buejagt organiseres i Danmark af FADB. Japansk bueskydning - Kyudo organiseres i Danmark af DKF.